# جو دینیکول
جو دینیکول (انگلیسی: Joe Dinicol؛ زادهٔ ۲۲ دسامبر ۱۹۸۳) هنرپیشه اهل کانادا است. وی از سال ۱۹۹۷ میلادی تاکنون مشغول فعالیت بوده‌است.
از فیلم‌ها یا برنامه‌های تلویزیونی که وی در آن نقش داشته است می‌توان به خاطرات مردگان، مرداب و کماندار اشاره کرد.